# Раул Гарсија
Раул Гарсија Ескудеро (шп. Raúl García Escudero; Памплона, 11. јул 1986) је бивши шпански фудбалер. Играо је у везном реду.

## Каријера
Сениорску каријеру је започео у Осасуни 2004. године. Играо је и за резервни тим Осасуне. У октобру 2004. је дебитовао за Осасуну против Барселоне.
Освојио је трофеј Лиге Европе 12. маја 2010. године, након победе Атлетико Мадрида од 2:1 над Фуламом, у Хамбургу.

## Трофеји
Атлетико Мадрид
- Првенство Шпаније (1) : 2013/14.
- Куп Шпаније (1) : 2012/13. (финале: 2009/10)
- Суперкуп Шпаније (1) : 2014. (финале: 2013)
- Лига Европе (1) : 2009/10.
- Суперкуп Европе (2) : 2010, 2012.
- Лига шампиона : финале: 2013/14[3]

 Атлетик Билбао
- Куп Шпаније (1) : 2023/24,[4] (финале: 2019/20, 2020/21)[5][6]
- Суперкуп Шпаније (1) : 2020/21. (финале: 2021/22)[7]